# 维洛讷-阿罗蒙
维洛讷-阿罗蒙（法語：Vilosnes-Haraumont，法語發音：[vilon aʁomɔ̃]）是法国默兹省的一个市镇，属于凡尔登区。该市镇于1972年由原市镇维洛讷（Vilosnes）和阿罗蒙（Haraumont）合并而成。

## 地理
维洛讷-阿罗蒙（49°19'46"N, 5°13'55"E）面积15.41 平方千米，位于法国大東部大區默兹省，该省份为法国西北部内陆省份，北与比利时接壤，西接马恩省和阿登省，南至上马恩省和孚日省，东临默尔特-摩泽尔省。
与维洛讷-阿罗蒙接壤的市镇（或旧市镇、城区）包括：方丹圣克莱尔、布雷埃维尔、默兹河畔布略勒、达讷武、凡尔登地区埃屈雷、利尼德旺丹、雷维尔欧布瓦、默兹河畔锡夫里。

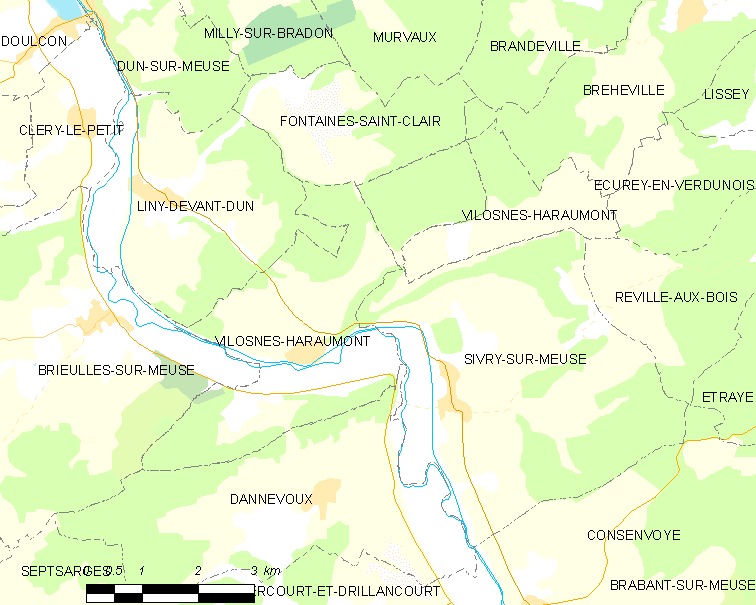
维洛讷-阿罗蒙的OSM定位图

维洛讷-阿罗蒙的时区为UTC+01:00、UTC+02:00（夏令时）。

## 行政
维洛讷-阿罗蒙的邮政编码为55110，INSEE市镇编码为55571。

## 政治
维洛讷-阿罗蒙所属的省级选区为阿戈讷地区克莱蒙县。

## 人口

1962-2008年间维洛讷-阿罗蒙人口变化图示

维洛讷-阿罗蒙于2022年1月1日时的人口数量为254人。